# Capesterre-Belle-Eau

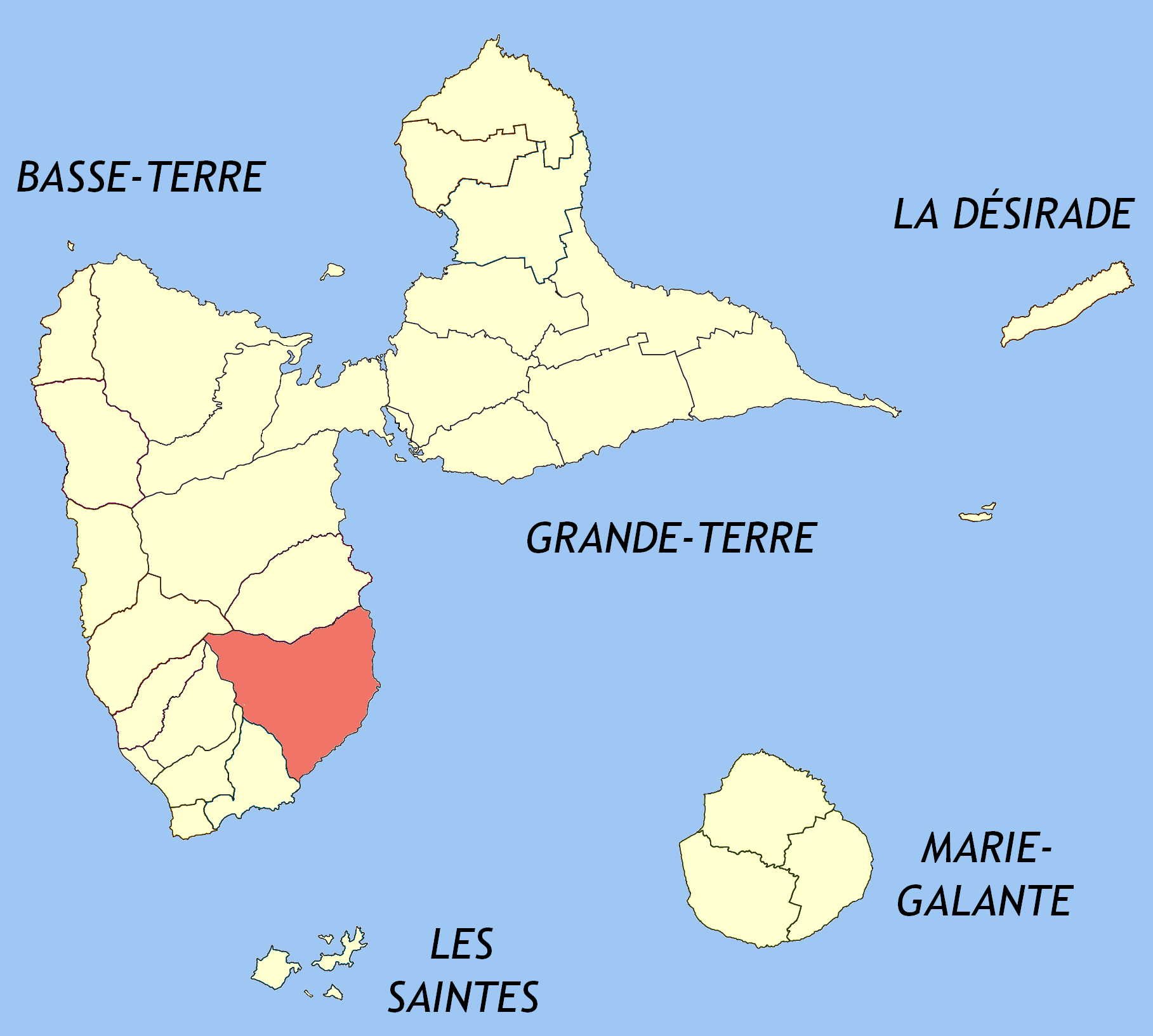
Mapa de la comuna de Capesterre-Belle-Eau

Capesterre-Belle-Eau es una comuna del departamento y región de ultramar francés de Guadalupe, ubicado en las Antillas Menores.

## Historia
Su nombre proviene de una expresión de la Armada del siglo XVII : cab-est-terre, que significa tierra expuesta al viento desde el este; la abundancia de cascadas, ríos y estanque es también la adición de complemento Belle Eau. Capesterre fue rebautizada como Capesterre Belle-Eau el 4 de junio de 1974.

## Lugares de interés
- Salida de Chutes du Carbet en el Parque nacional de Guadalupe, son las cascadas más altas de Guadalupe (más de 100 m para los dos primeros). Este es uno de los más visitado Guadalupe accesible sólo en los sitios en los pies.
- L'Allée Dumanoir, con una longitud de 1.200 metros y cerca de 430 palmas reales, es un patrimonio histórico y turístico de Guadalupe.
- Cementerio Esclavo
- Templo Hindú de Changy

## Personajes célebres
- Philippe Pinel François Dumanoir (1808 Capesterre-Pau en 1865), dramaturgo
- fr:Sonny Rupaire (1808 Pointe-à-Pitre-1991 enterrado en Capesterre), poeta y activista
- fr:Henry Sidambarom (1863-1952), el Juez de Paz del cantón de Capesterre-Belle-Eau y defensor de la causa de los trabajadores indios
- fr:Saint-Germain Ruf (1927 Capesterre-1987 Pointe-à-Pitre), investigador e historiador
- fr:Sylviane Telchid (1941-) Profesor de francés y creole, defensor de la introducción de la lengua criolla en el currículo escolar